# Cellana exarata
Cellana exarata is een slakkensoort uit de familie van de Nacellidae. De wetenschappelijke naam van de soort werd voor het eerst geldig gepubliceerd in 1854 door Lovell Augustus Reeve.